# Операция «Bot Roast»
Операция Bot Roast — это операция ФБР по розыску ботоводов, взломщиков или вирусокодеров, которые устанавливают вредоносное программное обеспечение на компьютеры через Интернет без ведома владельцев, что превращает компьютер в зомби, который затем рассылает спам на другие компьютеры со взломанного компьютера, создавая ботнет или сеть зараженных ботами компьютеров. Операция была начата потому, что огромные масштабы ресурсов ботнета представляют угрозу национальной безопасности.
Операция была создана для того, чтобы нарушить и обезвредить ботов-пастухов. В июне 2007 года ФБР выявило около 1 миллиона зараженных компьютеров, что привело к аресту лиц, ответственных за создание вредоносного ПО. В процессе были оповещены владельцы зараженных компьютеров, многие из которых не знали об эксплуатации.

## Причины создания операции
Операция Bot Roast была начата потому, что растущая угроза ботнетов имеет широкие последствия для национальной безопасности. Хакеры могут использовать компьютеры сами или сдавать свои бот-сети в аренду тому, кто больше заплатит. Чем больше компьютеров они контролируют, тем больше они могут брать со своих клиентов.
Бот-хакер может многое сделать со взломанными компьютерами:
- Украсть личность владельца компьютера;
- Запускать массовые спам-кампании;
- участвовать в схемах мошенничества, искусственно завышая число посетителей веб-сайта
- проводить атаки типа «отказ в обслуживании», которые могут вывести из строя веб-серверы и обрушить сайты.

## Трудность операции
Одна из трудностей в борьбе с этим видом киберпреступлений заключается в том, что владельцам компьютеров трудно определить, заражены ли их ПК. К сожалению, простого способа определить это не существует. Он может работать медленно, ваш почтовый ящик может быть полон писем, которые вы не отправляли, и вы можете получать сообщения о том, что вы отправили спам.
«Большинство жертв даже не знают, что их компьютеры были взломаны или их личная информация использовалась, — говорит помощник директора ФБР Джеймс Финч, возглавляющий кибернетический отдел ФБР.
Именно поэтому мы призываем каждого владельца компьютера принять все возможные меры безопасности. Профилактика всегда лучше, чем реакция».

## Результат
В результате скоординированной операции ФБР также предъявило обвинения в киберпреступлениях многочисленным лицам по всей стране, в том числе:
- Роберт Алан Солоуэй из Сиэтла, штат Вашингтон, обвиняется в использовании ботнетов для рассылки десятков миллионов спам-сообщений, рекламирующих его веб-сай[1];
- Джеймс К. Брюэр из Арлингтона, штат Техас, обвиняется в заражении десятков тысяч компьютеров по всему миру, включая некоторые из них в больницах района Чикаго[1];
- Джейсон Майкл Дауни из Ковингтона, штат Кентукки, обвиняется в использовании ботнетов для вывода из строя других систем[1].